# Meccore String Quartet
Meccore String Quartet – polski kwartet smyczkowy założony w 2007 roku. W 2011 roku zespół otrzymał nominację do nagrody Paszport Polityki w kategorii muzyki poważnej. W 2013 r. wydali swój debiutancki album z "Kwartetami smyczkowymi" Mozarta i Beethovena, ale szczególne uznanie przyniosła im płyta wydana w 2015 r. przez Polskie Nagrania, tj. Szymanowski & Debussy, dająca zespołowi dwie nominacje do nagrody Fryderyka 2016. Kwartet popularyzuje klasyczną muzykę kameralną, m.in. grając w miejscach o utrudnionym do niej dostępie (jak np. szpitale), czy organizując Międzynarodowy Festiwal Muzyki Kameralnej Q’arto Mondi.

## Dyskografia
| Tytuł                                                             | Dane dot. albumu                                                               |
| ----------------------------------------------------------------- | ------------------------------------------------------------------------------ |
| Mozart & Beethoven: String Quartets                               | - Data: 19 kwietnia 2013 - Wydawca: Meccore String Quartet                     |
| Szymanowski & Debussy                                             | - Data: 23 października 2015 - Wydawca: Polskie Nagrania / Warner Music Poland |
| Edvard Grieg: String Quartets 1 & 2; Fugue EG 114                 | - Data: 10 kwietnia 2017 - Wydawca: Musikproduktion Dabringhaus & Grimm        |
| P. I. Tchaikovsky: String Quartets, Sextet "Souvenir de Florence" | - Data: 26 września 2018 - Wydawca: Musikproduktion Dabringhaus & Grimm        |

## Nagrody i wyróżnienia
| Rok  | Kategoria                                | Tytułem                                           | Nagroda           | Nota      | Źródło |
| ---- | ---------------------------------------- | ------------------------------------------------- | ----------------- | --------- | ------ |
| 2011 | Muzyka poważna                           | Meccorre String Quartet                           | Paszport Polityki | Nominacja | [ 8 ]  |
| 2016 | Album roku muzyka kameralna              | Szymanowski & Debussy                             | Fryderyki 2016    | Nominacja | [ 3 ]  |
| 2016 | Najwybitniejsze nagranie muzyki polskiej | Szymanowski & Debussy                             | Fryderyki 2016    | Nominacja | [ 3 ]  |
| 2018 | Najlepszy album polski za granicą        | Edvard Grieg: String Quartets 1 & 2; Fugue EG 114 | Fryderyki 2018    | Nominacja | [ 9 ]  |